# Picconia
Picconia  DC., 1844 è un genere di piante appartenente alla famiglia delle Oleacee, endemico della Macaronesia.

## Tassonomia
IL genere comprende due specie
- Picconia azorica (Tutin) Knobl.
- Picconia excelsa (Aiton) DC.